# Kevin Kimmage
Kevin Patrick Kimmage (ur. 5 maja 1967 w Dublinie) – irlandzki kolarz szosowy. Olimpijczyk z Barcelony 1992, gdzie w zawodach kolarskich na szosie zajął 32. miejsce w  wyścigu indywidualnym i siedemnaste miejsce w drużynie.
Trzeci w mistrzostwach kraju w 1991. Triumfował w klasyfikacji końcowej irlandzkiego Rás Tailteann w 1991; był najlepszy na jednym z etapów tego wyścigu w 1990, 1991 i 1993. Zwyciężył na dziewiątym etapie Tour of Britain w 1991. Wygrał jednodniowy Shay Elliott Memorial Race w 1993 roku.
Jego brat Paul Kimmage był również kolarzem, olimpijczykiem z Los Angeles 1984.